# Orensy Rodrigues da Silva
Orensy Rodrigues da Silva (Jataí, 12 de abril de 1933 - Andradina, 8 de agosto de 1998) foi um médico veterinário, pecuarista, agricultor e político brasileiro, filiado ao PTB.

## Biografia
Foi eleito em 1970 para a Câmara dos Deputados. pela ARENA com 32.586 votos para o estado de São Paulo. Foi o primeiro goiano a ser eleito e tomar posse pelo Estado de São Paulo depois que Justiça Eleitoral recusou-se a diplomar o catalano, Rio Branco Paranhos (26.231 votos) foi eleito deputado federal em 1962 sendo efetivado William Salem, que acabaria cassado pelo Ato Institucional Número Um em 1964. Foi prefeito do município de Andradina do estado brasileiro de São Paulo pelo PTB de 1º de janeiro de 1993 até 15 de outubro de 1996 pelo sufrágio universal.